# Clint Eastwood
 Ovo je glavno značenje pojma Clint Eastwood. Za album sastava The Upsetters pogledajte Clint Eastwood (album).
Clint Eastwood Jr. (San Francisco, 31. svibnja 1930.), američki je filmski glumac, redatelj i producent. 
Iako je njegov redateljski rad na posljednjim filmovima kao što su Pisma s Iwo Jime i Zastave naših očeva doživio velika priznanja kritike, Eastwood je najpoznatiji po ulogama antijunaka, ponajprije u vesternima Sergia Leonea u šezdesetima, i "žestokih momaka", kao što je inspektor 'Prljavi' Harry Callahan u filmovima Prljavi Harry u sedamdesetima i osamdesetima.  

## Životopis

### Rani život
Eastwood je rođen u San Franciscu u Kaliforniji kao sin Margaret Ruth (djevojački Runner), radnice u tvornici, i Clintona Eastwooda, metalskog radnika koji se radi posla dosta selio. Eastwood ima škotsko,  englesko,  nizozemsko i irsko podrijetlo. Odgojen je u "srednjoklasnoj protestantskoj obitelji", a kao dijete se morao dosta seliti jer je njegov otac radio razne poslove duž Zapadne obale. Obitelj se skrasila u Piedmontu u Kaliforniji u njegovim tinejdžerskim godinama, gdje je završio srednju tehničku školu. Nakon srednje škole radio je na benzinskoj postaji, kao vatrogasac te svirao ragtime u baru u Oaklandu. 1950. je unovačen u vojsku, ali se njegov avion srušio u Pacifik sjeverno od San Francisca. Nije bio teže ozlijeđen, ali je morao svjedočiti na saslušanju o uzroku nesreće. Zbog toga nije služio u Koreji kao neki iz njegove postrojbe.

### Filmska karijera
Eastwood je glumačku karijeru počeo kao glumac u epizodnim ulogama u filmovima B produkcije. 1959. mu se ukazala prva prava prilika, u televizijskoj seriji Rawhide. Postao je poznat u cijelom SAD-u u ulozi Rowdyja Yatesa (kojeg će Eastwood u kasnijim intervjuima nazivati "idiotom iz prerije").

#### 1960-e
Eastwood je prve velike uloge ostvario kao Čovjek bez imena u špageti-vesternima Sergia Leonea Za šaku dolara (1964.), Za dolar više (1965.) i Dobar, loš, zao (1966.), koji su postali poznati kao "dolarska trilogija". Iako je prvi film bio očita adaptacija filma Akire Kurosawe Tjelesna straža, Leone je koristio svoj inovativni stil kako bi zorno prikazao još razuzdaniji i opustošeniji svijet nego je to slučaj u klasičnim vesternima. Sva tri filma bila su hitovi, posebno treći, a Eastwood je postao međunarodna glumačka zvijezda, redefinirajući tradicionalni imidž američkog kauboja (iako je njegov lik bio više revolveraš nego tradicionalni junak).
Status filmske zvijezde donijele su mu nove uloge, obično "žestokih momaka". U filmu U orlovu gnijezdu iz 1968. bio je sporedni glumac uz Richarda Burtona, ali uz honorar od 800 000 dolara. Iste godine, igrao je glavnu ulogu u filmu Dona Siegela Cooganova prijevara, u kojem je glumio usamljenog šerifa koji dolazi u veliki New York da bi provodio zakon na svoj način. Film je izazvao kontroverze zbog prikaza nasilja, ali je označio suradnju Siegela i Eastwooda dužu od deset godina i postavio temelje za lik macho policajca kakvog će Eastwood glumiti u seriji filmova Prljavi Harry. Sljedeće godine okušao se u novim žanrovima. Svi za Eldorado (1969.) bio je vestern, ali i mjuzikl. 

#### 1970-e
Zlato za odvažne (1970.) je kombinirao akciju s humorom. Eastwood je snimio vestern sa Shirley MacLaine Dvije mule za sestru Saru (1970.). U filmu Opčinjen, koji je ponovno režirao Siegel, Eastwood je glumio razbojnika. 1971. se pokazala kao najznačajnija godina u njegovoj karijeri. Režirao je i nastupio u glavnoj ulozi u trileru Jeza u noći, a utjelovio je i tvrdokornog policijskog inspektora Harryja Callahana u trileru Prljavi Harry. Bio je to najuspješniji Siegelov film, a lik Callahana ostao je vjerojatno najupečatljiviji Eastwoodov lik. Film je dobio još četiri nastavka.
Eastwood je tijekom sedamdesetih režirao dva vesterna: Nepoznati zaštitnik iz 1973. i Odmetnik Josey Wales 1976.
1974. je nastupio s mladim Jeffom Bridgesom u filmu Thunderbolt i Lightfoot. Scenarij za film napisao je Michael Cimino, koji je i režirao film. Cimino je prethodno napisao scenarij za nastavak Prljavog Harryja Klopka za inspektora Callahana (četiri godine poslije će dobiti Oscara za režiju filma Lovac na jelene). Kritika i publika bili su oduševljeni suradnjom Eastwooda i Bridgesa, a film je bio jedan od najvećih hitova 1974.
1975. je pokazao još jedan od svojih talenata: penjanje na stijene. U filmu Dozvola za ubojstvo, koji je režirao i nastupio u glavnoj ulozi - Eastwood je sam izveo svoje kaskaderske scene. Film je postao kultni klasik u alpinističkoj zajednici. Kako je snimljen prije digitalne ere, u njemu nije bilo digitalne manipulacije.
1978. je nastupio u filmu Čovjek iz San Fernanda, kao Philo Beddoe, vozač kamiona koji svugdje izaziva tučnjavu. Bila je to nekarakteristična uloga za Eastwooda u komediji u kojoj njegov lik luta američkim Zapadom u potrazi za starom ljubavi zajedno sa svojim bratom Orvilleom i ljubimcem, orangutanom Clydeom. Film je postao jako uspješan u kinima tako da je snimljen i nastavak Čovjek iz San Fernanda 2, a ti filmovi postali su najuspješniji u njegovoj dotadašnjoj karijeri. Između ta dva filma je glumio glavnu atrakciju u cirkusu Bronco Billy.
1979. Eastwood je nastupio u nezaboravnoj ulozi zatvorenika Franka Morrisa koji planira bijeg iz Alcatraza u filmu Dona Siegela Bijeg iz Alcatraza. Morris je već bio poznat po bježanju iz zatvora, radi čega ga 1960. šalju u Alcatraz, u to vrijeme jedan od najčuvanijih zatvora u Americi. Pažljivo je slagao plan za bijeg, što mu je uspjelo 1962., zajedno s dva zatvorenika. Nikad nisu pronađeni, a iako FBI vjeruje da su se utopili, do danas prava istina nije poznata.

#### 1980-e
Eastwood je ulogom u četvrtom nastavku filmova o Prljavom Harryju postao jedna od vodećih filmskih zvijezda osamdesetih. Predsjednik Reagan upotrijebio je slavnu rečenicu "make my day" u jednom od svojih govora. Eastwood se vratio žanru vesterna u filmu Blijedi jahač iz 1985., odajući počast filmskom klasiku Shane, koji je ponovno prikazan Filmskom festivalu u Cannesu.
Eastwood je naizmjenično nastupao u mainstream komedijama (ne baš uspješnima) kao što su Pink Cadillac (1989.) i Gušter (1990.) i više osobnijim projektima, pa je režirao film Bird (1988.), biografsku priču o jazz glazbeniku Charlieju "Bird" Parkeru. Osim toga, režirao je i nastupio u glavnoj ulozi u filmu Bijeli lovac, crno srce (1990.), biografiji Johna Hustona. Film je dobio neke pohvale od kritike, iako je Katharine Hepburn većinu priče smatrala nevjerodostojnom.

#### 1990-e
Eastwood se još jednom istaknuo početkom devedesetih, anti-vesternom Nepomirljivi, kojeg je režirao i pojavio se u glavnoj ulozi kao ostarjeli revolveraš kojeg je pregazilo vrijeme. U filmu su još nastupili Morgan Freeman, Gene Hackman i Richard Harris, a film je postavio temelje za vesterne kao Deadwood jer je doveo u pitanje ustaljene konvencije. Film je zaradio mnoge pohvale i odlično prošao u kinima. Nominiran je za devet Oscara, uključujući onog za najbolju ulogu. Osvojio je četiri, uključujući one za najbolji film i za najboljeg redatelja za Eastwooda.
Sljedeće godine Eastwood je glumio agenta Tajne službe kojeg izjeda krivnja u trileru Wolfganga Petersena Na vatrenoj liniji. Film je bio blockbuster te je dospio na popis 10 najuspješnijih te godine. Iste godine režirao je film Savršeni svijet, u kojem je i nastupio s Kevinom Costnerom. Nastavio je širiti svoj glumački repertoar ulogom u filmu Mostovi okruga Madison zajedno s Meryl Streep. Temeljen na bestseleru, film je također bio veliki hit u kinima. Kasnije se više počeo baviti režijom, vrlo uspješno. Dokazi za to su filmovi Ponoć u vrtu Dobra i Zla iz 1997. i Apsolutna moć (1997.), politički triler s Geneom Hackmanom, Edom Harrisom i Dennisom Haysbertom.

#### 2000-e
2002. je u Krvnoj slici glumio bivšeg agenta FBI-ja koji traži sadističkog ubojicu. 2003. je režirao Mističnu rijeku za koju je dobio nominaciju za Oscara za najbolju režiju. U Svemirskim kaubojima, s Tommyjem Lee Jonesom, Donaldom Sutherlandom, Jamesom Garnerom i Jamesom Cromwellom, glumio je Franka Corvina, umirovljenog NASA-inog inženjera kojeg pozivaju da spasi oštećeni ruski satelit Mir. Zaradio je priznanja kritike za Djevojku od milijun dolara iz 2004., film koji je osvojio četiri Oscara, uključujući najbolji film i najboljeg redatelja, a Eastwood je bio nominiran i za najboljeg glumca (nagrada je otišla Jamieju Foxxu). 2006. je režirao dva filma o bitci za Iwo Jimu u Drugom svjetskom ratu. Prvi, Zastave naših očeva, fokusirao se na vojnike koji su podigli američku zastavu na planinu Suribachi. Drugi, Pisma s Iwo Jime, se bavi taktikom japanskih vojnika na otoku i pismima koja su napisali članovima svojih obitelji. Oba su filma zaradila mnoga priznanja, pohvale i nekoliko nominacija za Oscar, uključujući najboljeg redatelja i najbolji film za Pisma s Iwo Jime.
2008. je režirao Zamjenu, triler s Angelinom Jolie. Iste godine je "okončao svoj glumački ciklus" s dramom Gran Torino koju je režirao i producirao te nastupio u glavnoj ulozi i bio suator naslovne pjesme. 

### Režiranje
Eastwood se redefinirao kao redatelj i općenito dobio više priznanja za režiju nego što je to bio slučaj s njegovom glumom. Redateljski debi bio mu je film iz 1971., Jeza u noći. Pokušao je režirati epizodu Rawhidea, a jednom mu je čak obećano da će to moći i učiniti. Međutim, zbog nesuglasica između direktora studija i producenata serijala, Eastwoodova prilika je propala. Eastwood je postao poznat po režiranju visokokvalitetnih, ali mračnih dramskih filmova kao što su Nepomirljivi, Savršeni svijet, Mistična rijeka, Djevojka od milijun dolara, Zastave naših očeva i Pisma s Iwo Jime. Međutim, za redateljske projekte je birao različite filmove, od kojih su neki bili očito komercijalni, drugi vrlo osobni.
Eastwood producira mnoge svoje filmove, a u filmskoj industriji je poznat po svojem djelotvornom, niskobudžetnom pristupu snimanju filmova. Tijekom godina je razvio veze s mnogim drugim redateljima, radeći uvijek iznova s istom ekipom, scenografima, snimateljima, montažerima i drugim tehničarima. Slično tome, ima dugogodišnju vezu sa studijom Warner Bros., koji financira i objavljuje većinu njegovih filmova. Međutim, u intervjuu iz 2004. za New York Times, Eastwood je naglasio kako nakon svega nekad ima poteškoća s uvjeravanjem studija da podupre njegove filmove. Posljednjih godina je počeo i skladati glazbu za svoje filmove.

### Nagrade i nominacije
Eastwood je osam puta bio nominiran za Oscara za režiranje i produciranje, pobijedivši s filmovima Nepomirljivi i Djevojka od milijun dolara. Ostale nominacije je zaradio za Mističnu rijeku i Pisma s Iwo Jime. Dvaput je bio nominiran za glumu (Nepomirljivi i Djevojka od milijun dolara), iako nikad nije osvojio Oscara za glumu. On je jedan od trojice živućih redatelja (uz Miloša Formana i Francisa Forda Coppolu) koji su režirali dva filma dobitnika Oscara za najbolji film. Sa 74 godine, bio je najstariji redatelj koji je to ostvario. Režirao je dva glumca, Tima Robbinsa i Morgana Freemana, u ulogama za koje su osvojili Oscar za najboljeg sporednog glumca u dvije godine. Robbins je osvojio 2003. za Mističnu rijeku, a Freeman 2004. za Djevojku od milijun dolara.
Eastwood je osvojio niz drugih nagrada, uključujući America Now TV nagradu kao i jednu od nagrada Kennedyjeva centra 2000. Na Pacifičkom sveučilištu 2006. je dobio počasnu titulu, kao i na Sveučilištu Južne Kalifornije 2007. 1994. mu je dodijeljena nagrada za životno djelo za filmsku produkciju. 2006. je zaradio nominaciju za nagradu Grammy u kategoriji najboljeg filmskog soundtracka za Djevojku od milijun dolara.
6. prosinca 2006., kalifornijski guverner Arnold Schwarzenegger i prva dama Maria Shriver uveli su Eastwooda u Kalifornijsku kuću slavnih, smještenu u Kalifornijskom muzeju za povijest, žene i umjetnost.
Početkom 2007., Eastwoodu je dodijeljeno najviše francusko civilno odlikovanje, Legija časti, na svečanosti u Parizu. Francuski predsjednik Jacques Chirac rekao je Eastwoodu da je utjelovio "najbolje od Hollywooda".
22. rujna 2007. mu je dodijeljen počasni glazbeni doktorat na Glazbenom koledžu Berklee na Monterey Jazz Festivalu, na kojem djeluje kao aktivni član odbora. Po primitku nagrade, održao je govor, ustvrdivši, "Ovo je jedno od priznanja koje najviše cijenim."

### Privatni život
Eastwood, koji je bio dvaput oženjen, ima pet kćeriju i dva sina s pet različitih žena: Kimber (rođenu 1964.), s Roxanne Tunis; Kylea (1968.) i Alison (22. svibnja 1972.), s bivšom ženom Maggie Johnson; Scotta (21. ožujka 1986.) i Kathryn (2. veljače 1988.), sa stjuardesom Jacelyn Reeves; Francescu Ruth (7. kolovoza 1993.), s Frances Fisher, svojom kolegicom iz Nepomirljivih; i Morgana (12. prosinca 1996.), sa sadašnjom suprugom Dinom Ruiz. Od 1976. do 1988. je živio s glumicom Sondrom Locke.
Eastwood ostaje popularni seks simbol. Jednom je rekao, "Volim se šaliti da, kako moja djeca nisu dobila unučad, imam dvoje svoje. To je fantastičan osjećaj, biti tata u mojoj dobi. Imam puno sreće. Shvaćam kako je nepoštena činjenica da muškarci mogu dobiti djecu kad su mnogo stariji nego žene." Sada ima dvoje unučadi, Clintona (rođenog 1984.) i Graylen (rođenu 1994.), Kimberinu i Kyleovu djecu.
Eastwood je audiofil, poznat po ljubavi prema jazzu. Njegova ljubav prema glazbi prešla je na njegova sina Kylea, sada jazz glazbenika. Fitnes fanatik, nikad nije pušio, osim nekada u svojim filmovima.

## Vanjske poveznice
- Clint Eastwood u internetskoj bazi filmova IMDb-u (engl.)
- Službena francuska stranica
- Intervju s Charliejem Roseom
- Intervju u Observeru iz 2007.
- Foto-galerija Entertainment Weeklyja: Clint Eastwood  Arhivirana inačica izvorne stranice od 14. listopada 2007. (Wayback Machine)
- Senses of Cinema: Great Directors Critical Database
- Forumi o Clintu Eastwoodu
- Clint Eastwood.NET
- Berkley proglašava Eastwoodov dan na Monterey Jazz Festivalu
- Religijski stavovi Clinta Eastwooda  Arhivirana inačica izvorne stranice od 29. siječnja 2010. (Wayback Machine)
- Klasični filmovi (1939. - 1969.): Clint Eastwood